# Omosessualità nel Medioevo
L'omosessualità nel Medioevo affronta due periodi che si diversificano tra loro per la visione che non solo la società e la legislazione civile, ma anche la Chiesa cattolica ed il diritto canonico, danno a questo fenomeno.

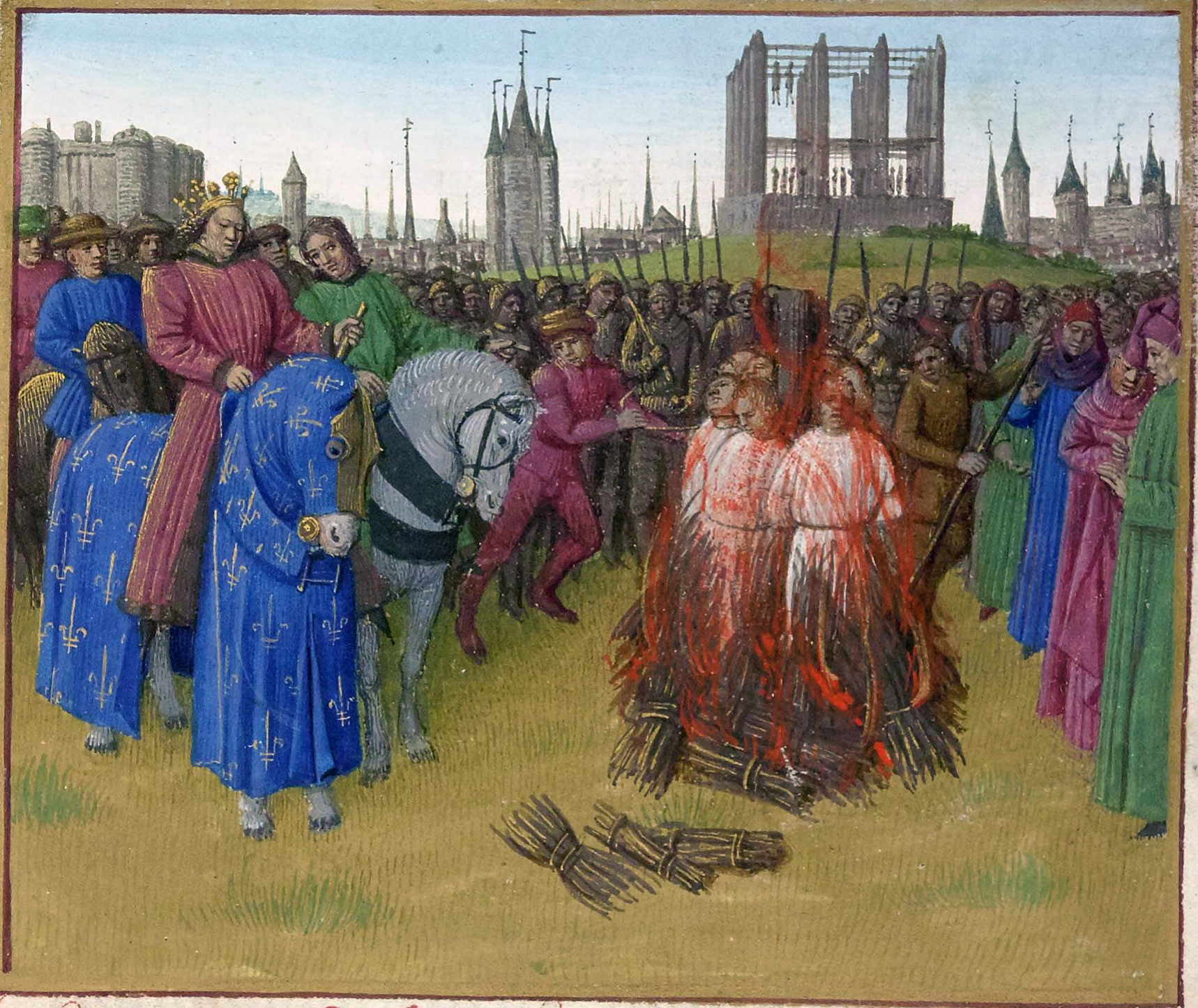
Rogo di eretici (termine con cui venivano etichettati anche gli omosessuali) in una miniatura di un trattato di storiografia della Francia

Secondo lo storico John Boswell si passa infatti da una malcelata intolleranza verso l'omosessualità, per lo più ignorata e trattata alla stregua di altri peccati come l'adulterio ed i rapporti prematrimoniali e fuori dal matrimonio, che caratterizza tutto l'Alto Medioevo (VI-XI secolo), ad una ostilità vera e propria che si trasforma in persecuzione fino alla condanna alla pena più grave, cioè la pena capitale, che caratterizza invece il Basso Medioevo (XII-XV secolo).
Pertanto vanno distinti i due periodi che sono caratterizzati da legislazioni, oltre che da mentalità e grado di tolleranza, diverse tra loro.

## Alto Medioevo
Nel periodo successivo alla caduta dell'Impero romano d'Occidente fino alla nascita delle autonomie comunali e della società basso medioevale, sia la legislazione civile che il diritto canonico sembrano occuparsi poco dell'omosessualità. Mentre in oriente, dove l'Impero sopravvisse grazie all'Impero bizantino, continuò ad essere applicato il codice teodosiano che prevedeva la pena di morte per gli omosessuali passivi e gli effemminati, ma anzi il codice fu riformato da Giustiniano nel 533 attraverso norme più restrittive che punivano con il rogo anche gli omosessuali attivi e qualsiasi atto omosessuale paragonandolo all'adulterio, in occidente la caduta dell'Impero Romano d'Occidente provocò la perdita di molte leggi di diritto romano, tra cui anche i codici Teodosiani.
Nella legislazione civile il reato di omosessualità era sancito nella Spagna dei Visigoti, nel VII secolo, che lo puniva attraverso la castrazione secondo le Leges Visigothorum. L'episcopato spagnolo rifiutò di applicare la norma, anche se alla fine dovette cedere sotto la pressione della monarchia visigota, e puniva sia gli ecclesiali che i laici che commettevano atti omosessuali con la degradazione di grado, la scomunica e l'esilio se ecclesiali, cento frustate e l'esilio se laici.
Durante tutto l'Alto Medioevo, in Europa Occidentale, non si hanno tracce di legislazione civile contro gli omosessuali fino a Carlo Magno, eletto imperatore del Sacro Romano Impero nell'anno 800. Questi peraltro si limitò ad emanare un editto in cui esortava le autorità ecclesiastiche a impedire e sradicare questo male con ogni mezzo. L'editto non prevedeva alcuna pena, ed aveva più la sostanza di una esortazione ecclesiastica.
Esortazione giustificabile dal fatto che l'omosessualità era abbastanza diffusa nelle comunità monastiche altomedioevali. 
I successivi editti franchi riprendono sostanzialmente l'editto di Carlo Magno, e non si hanno più leggi contro l'omosessualità fino al XIII secolo.
Sul fronte del diritto canonico e della dottrina della Chiesa cattolica, i principali documenti ufficiali con cui si condannava l'omosessualità sono due:
- Concilio di Elvira (305-306 d.C.), che conteneva un canone in cui si vietatava la comunione agli stupratores puerorum, anche in punto di morte[4].

- Concilio di Ancira (314 d.C.), in cui furono emanati due canoni che punivano gli alogeusamenoi, letteralmente "coloro che avevano perso la ragione". L'ambiguità di questo passo era già nota ai traduttori latini delle epoche successive al Concilio. Secondo Boswell il canone non si riferiva agli omosessuali, ma le interpretazioni successive dei traduttori e dei teologi, tra cui quella di Pier Damiani, vanno proprio in questo senso.

Non meno importanti, pur non rappresentando documenti ufficiali, sono i cosiddetti penitenziali. Questi erano dei pratici manuali che istruivano il sacerdote sul comportamento e la pena da adottare di fronte a determinate problematiche e peccati, tra cui l'omosessualità, che occupava un posto di rilievo. Sebbene i penitenziali non costituiscano un corpo compatto ed omogeneo, la loro influenza sulla legge e sui comportamenti civili non deve essere sottovalutata. In questi manuali gli atti omosessuali venivano puniti con tre anni di penitenze se si trattava di rapporti orali e femorali, 20 anni se invece si trattava di atti sodomitici. È interessante notare che nei penitenziali i riferimenti all'omosessualità femminile sono scarsi: essa viene citata in alcuni penitenziali, descrivendo l'uso di uno strumento che richiama il membro maschile in relazioni tra donne e suore nei conventi, punite con penitenze di 7 anni.

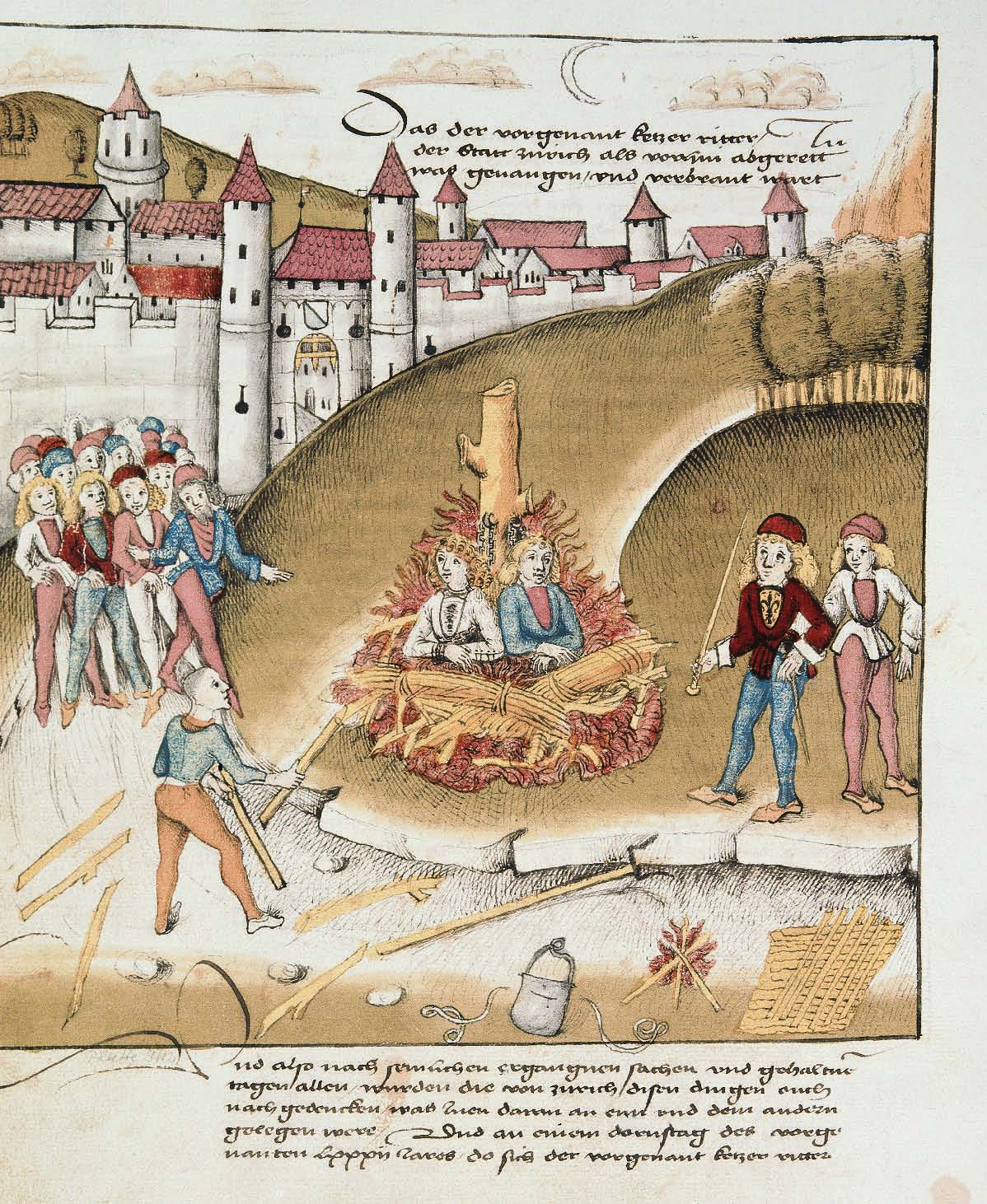
Morte sul rogo del cavaliere Richard Puller de Hohenbourg e del suo servo, accusati di sodomia, a Zurigo nel 1482.

## Basso Medioevo
Nel corso del XIII secolo si assiste, più o meno in tutta l'Europa Occidentale, ad un'ondata di intolleranza via via sempre più feroce nei confronti dell'omosessualità.
Questa ondata di intolleranza e violenza si manifesta anche contro altre minoranze nella società del basso medioevo, tra cui gli eretici e le streghe.
Già dal punto di vista dottrinale il pensiero della Chiesa Cattolica si fa sempre più intollerante, come testimoniano l'opera del monaco Pier Damiani Liber Gomorrhianus (1049) in cui si condanna violentemente l'omosessualità e la sodomia, o il Summa Theologiae di Tommaso d'Aquino in cui l'omosessualità viene descritta come un peccato orribile, ben peggiore dell'adulterio e dello stupro, assimilabile al peccato di lussuria, per alcuni teologi equiparabile alla bestialità, anche se, secondo la risposta data da san Tommaso, non assimilabile alla bestialità vera e propria.
La crescente intolleranza e rifiuto dell'omosessualità non è certo prerogativa esclusiva della Chiesa, tant'è che anche ampie classi della società medioevale e comunale disprezzano e condannano l'omosessualità, tra cui l'emergente classe borghese dei mercanti. Paolo da Certaldo, nella sua opera il Libro dei buoni costumi, importante testimonianza delle consuetudini e della mentalità tipiche della nascente classe borghese e mercantile, consiglia di evitare la frequentazione di persone che hanno la fama di essere sodomiti.
Anche la società comunale e le leggi civili cambiano radicalmente:
già negli Statuti Bolognesi del 1259 si esortano i cittadini a denunciare i sodomiti, puniti con l'esilio, mentre chi offriva ospitalità agli omosessuali nella propria casa era punito con la morte.
In tutto il XIII secolo si promulgano leggi in Germania, Francia e Svizzera che puniscono gli omosessuali condannandoli al rogo. Nel 1277 a Basilea l'imperatore Rodolfo fa bruciare sul rogo un omosessuale, e questa consuetudine viene attestata anche in alcune regioni della Francia.
Nel 1293 viene attestata in Italia la prima condanna al rogo di un omosessuale, quando Carlo II d'Angiò fa impalare e bruciare sul rogo Adenolfo d'Aquino, conte di Acerra, accusato di sodomia.
A Siena la constitutio condannava gli omosessuali sorpresi a commettere atti "contro natura" alla multa di 300 lire, e all'impiccagione per i genitali in caso di inadempienza.
Lo Stato della Chiesa puniva anche i ruffiani, cioè coloro che offrivano ragazzi guadagnandoci soldi, con frustate e l'esilio perpetuo, mentre i sodomiti venivano bruciati al rogo.
Durante tutto il XIV secolo la pena capitale tramite il rogo viene adottata in tutta Italia, e verrà mantenuta nel XV secolo, condannando, in molti comuni e signorie, anche la sodomia tra uomo e donna, oltre che tutti gli atti omosessuali. A Milano, sotto gli Sforza, chi denunciava gli omosessuali veniva ricompensato tramite denaro, tuttavia le accuse dovevano essere supportate da prove. A Venezia, agli inizi del Quattrocento, uno scandalo che riguardava la sodomia coinvolse la nobiltà, arrivando fino alle alte cariche della Serenissima repubblica, provocando una repressione contro l'omosessualità che prevedeva controlli notturni nelle taverne e nelle locande della città.
Un caso particolare rappresenta la repubblica fiorentina, dove fino al 1400 gli omosessuali non venivano puniti con il rogo, ma con multe pecuniarie associate alla castrazione e al taglio della mano destra se il reo si dimostrava recidivo. Tuttavia, venivano bruciati sul rogo i forestieri che commettevano atti sodomitici durante il loro passaggio nel territorio fiorentino, e si prevedeva una censura nei confronti de "l'amor greco" nelle opere letterarie ed artistiche.
Nel 1430, a seguito di un caso spiacevole che aveva scosso l'opinione pubblica, anche la legislazione di Firenze si fece più severa, con pene pecunarie più alte: tuttavia la pena capitale al rogo era prevista solo in caso di recidività, più precisamente alla quarta volta in cui veniva commesso il reato.

## Nel cinema
Non esistono molti film famosi sul tema dell'omosessualità nel Medioevo.
L'unico film italiano famoso che tocca però i temi della condanna degli omosessuali in questo periodo è I racconti di Canterbury (1972) di Pier Paolo Pasolini, tratta dall'omonima raccolta di novelle di Geoffrey Chaucer. In una scena ambientata in una contea dell'Inghilterra un uomo (Franco Citti), che in realtà è la forma umana di Satana, coglie in flagrante due giovani che si amano in un appartamento. Immediatamente corre in un convento a denunciare il fatto e costui, sotto lauto pagamento dei monaci, fa scoprire all'Inquisizione i due amanti, che vengono colti in flagrante mentre stanno copulando. Il più anziano dei due viene trascinato a forza dalla stanza e, già torturato mentre sta per essere condotto al patibolo, viene denudato. Sempre marchiato e ustionato con dei sottili bastoni di ferro arroventati, il povero condannato, urlante dal dolore, viene arso vivo, mentre Satana assiste allegro mangiando delle ciambelle.
Anche in altre sequenze del film, come in quella con Ninetto Davoli, è molto presente il tema dell'omosessualità, inteso come "amicizia" (come anche ai tempi dell'Antica Grecia). I protagonisti giovani dormono nello stesso letto assieme ad una ragazza, oppure i maschi stessi giacciono a sonnecchiare placidamente sotto le lenzuola, come semplici amici. Questo è anche il caso dell'episodio relativo alla Novella del legnaiolo in cui vi sono due giovani amici in rapporti molto intimi i quali non perdono il loro legame neanche quando uno di loro s'innamora della figlia di un rozzo legnaiolo ed escogita un inganno per portarla via con sé.
Altro caso celebre è il film del 1986 Il nome della rosa di Jean-Jacques Annaud, tratto dal libro omonimo di Umberto Eco del 1980, in cui nel monastero senza nome dove è ambientata la storia, grazie all'indagine di cui si incarica il protagonista frate Guglielmo da Baskerville, vengono scoperte le relazioni segrete omosessuali fra alcuni monaci, che si innestano con gelosie e favori nella trama.